# Strabag-Haus
Das Strabag-Haus ist ein Bürogebäude in der Donau City in Wien. Es wurde in den Jahren 2001 bis 2003 nach Plänen des Architekten Ernst Hoffmann und mit Mitentwicklung der WED (Wiener Entwicklungsgesellschaft für den Donauraum AG) erbaut. Der Hauptmieter ist das österreichische Bauunternehmen Strabag, welches hier gleichzeitig seinen Hauptsitz hat. Das Bauwerk hat eine Dachhöhe von 45 m und eine endgültige Höhe von 50 m und zählt somit zu den niedrigeren Bauwerken der Donaucity.
Es gibt insgesamt neun Aufzüge im Strabag-Haus, davon einen Lastenaufzug, zwei Garagenpersonenaufzüge bzw. Besucherlifte, zwei Sicherheitsaufzüge und vier gewöhnliche Personenaufzüge. Die gesamte Nutzfläche beträgt 17.000 m², verteilt auf elf oberirdische Geschoße.
Drei unterirdische Etagen dienen als Parkgarage.

## Bildergalerie

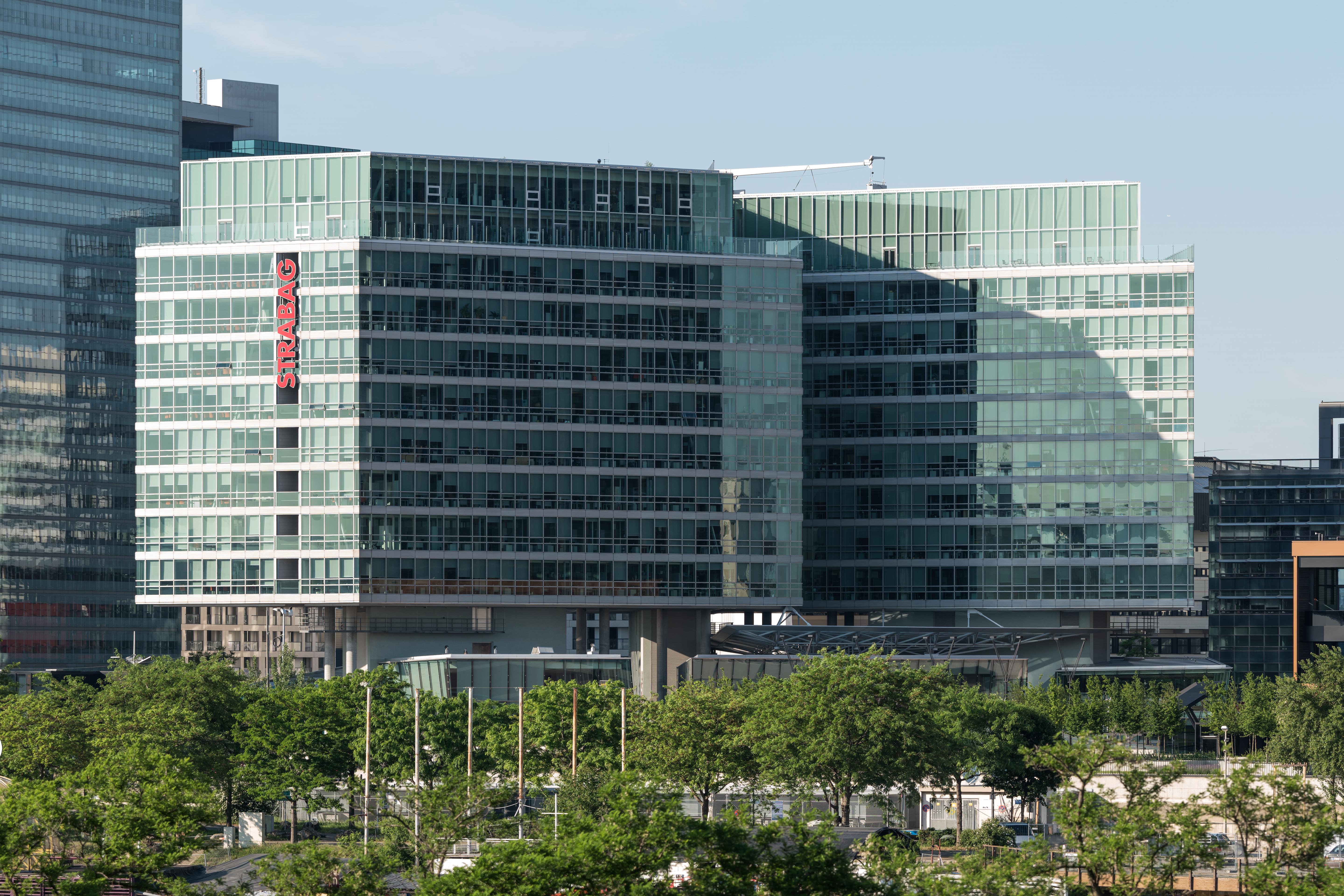
Von Südsüdwesten
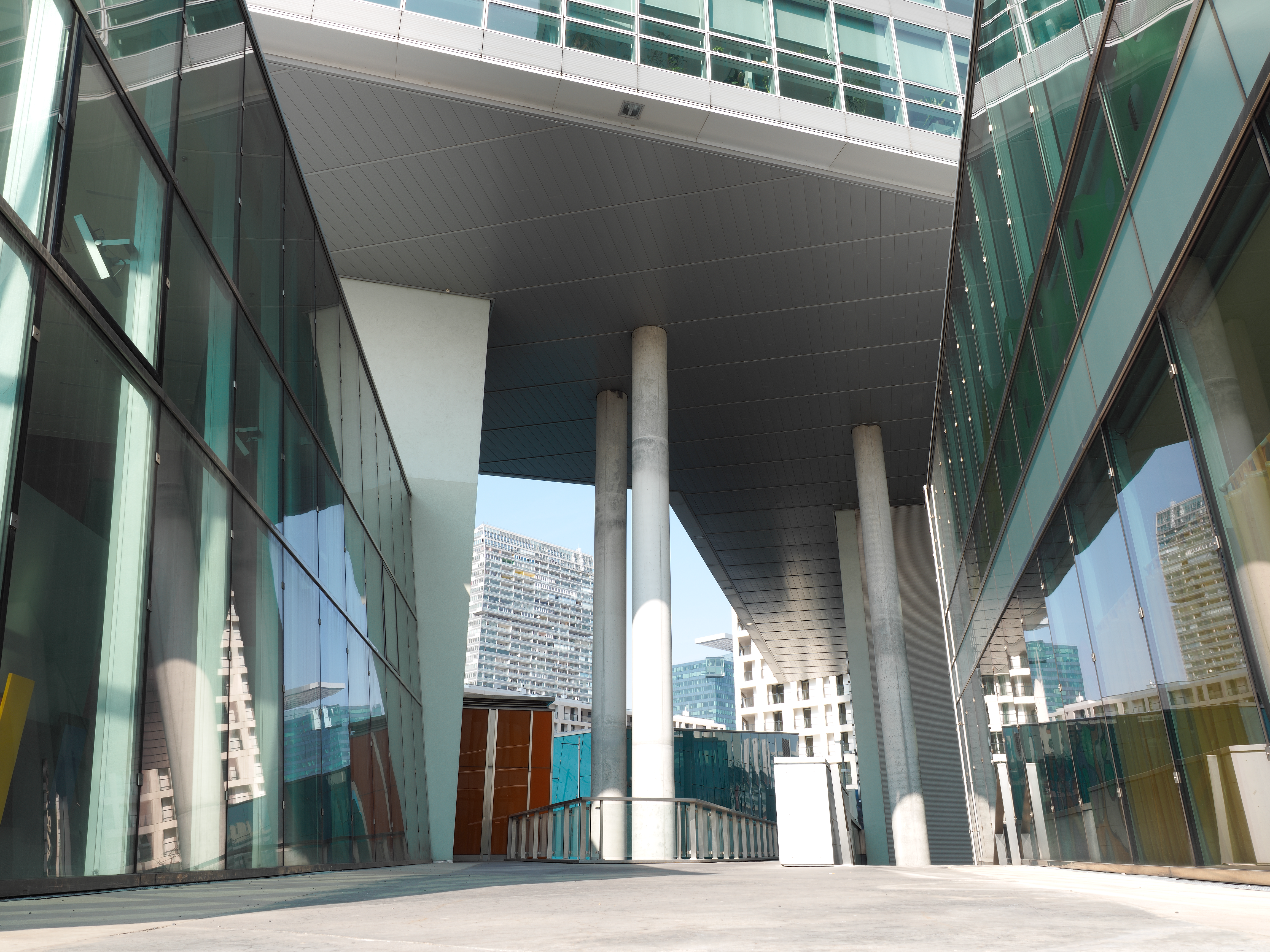
Von unten
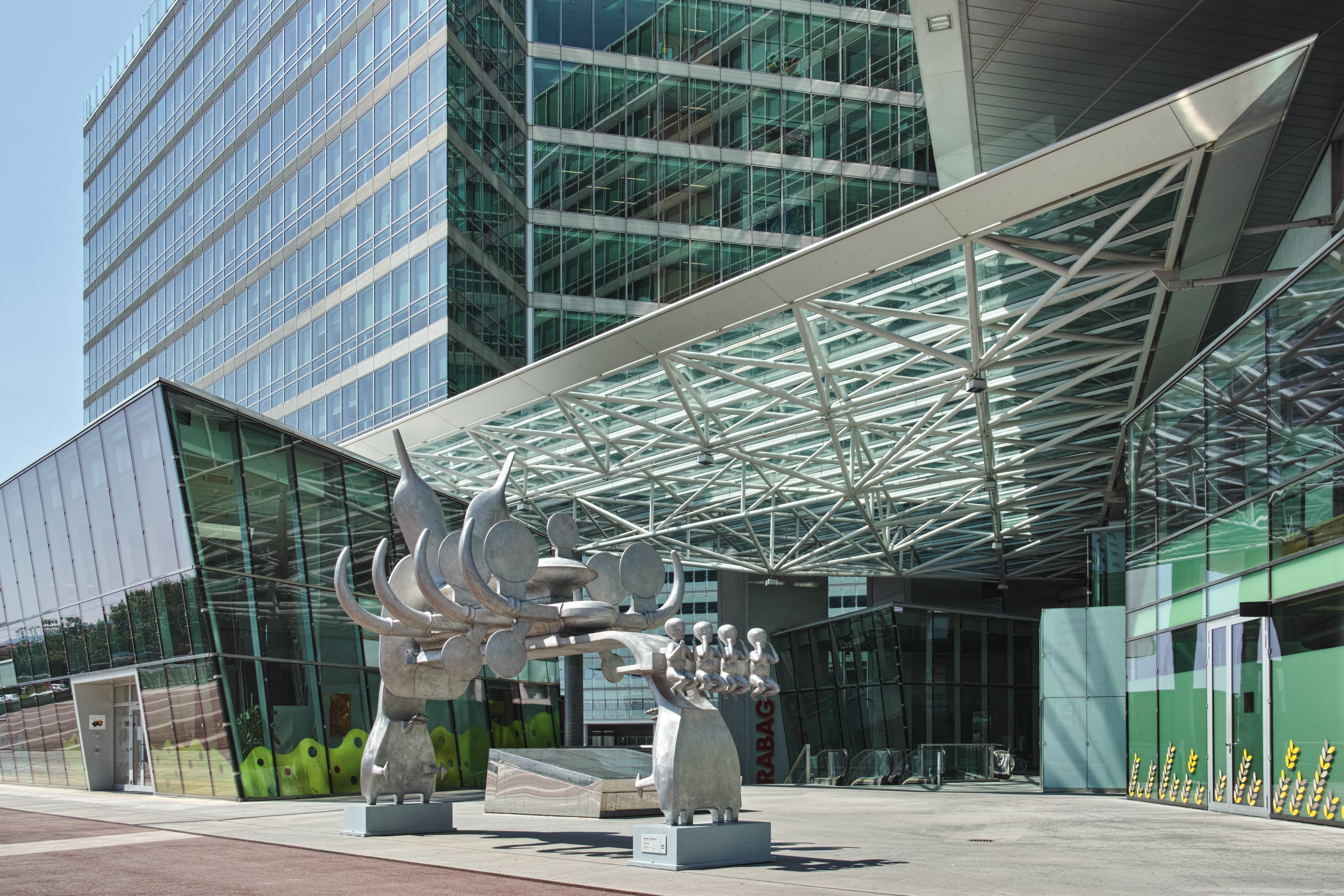
Das Vordach mit Gironcoli-Skulptur im Vordergrund
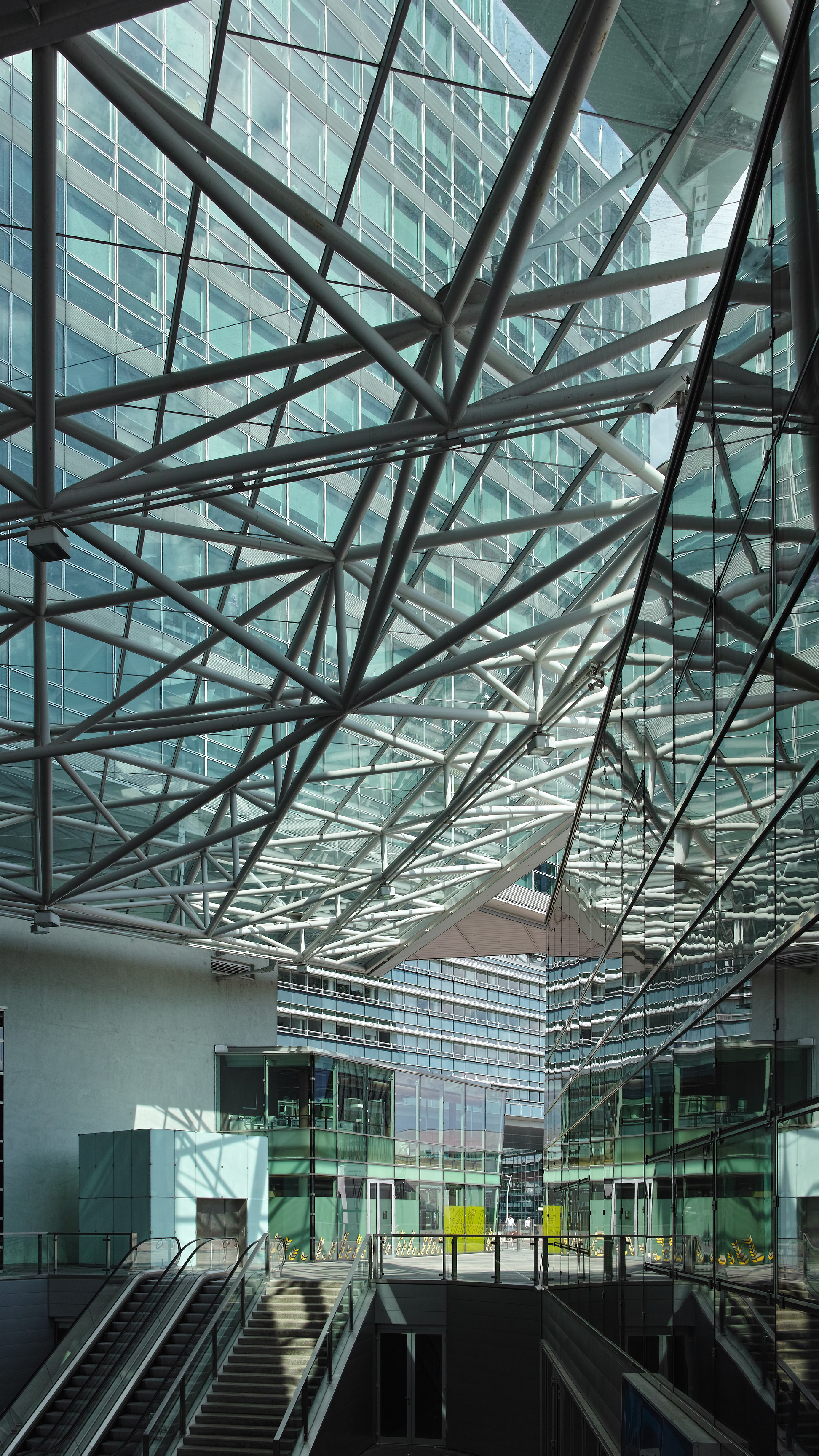
Unter dem Vordach